# Phrixa carinata
Phrixa carinata är en insektsart som beskrevs av Morgan Hebard 1932. Phrixa carinata ingår i släktet Phrixa och familjen vårtbitare. Inga underarter finns listade i Catalogue of Life.